# District d'Amiens
Le district d'Amiens est une ancienne division territoriale française du département de la Somme de 1790 à 1795.
Il était composé des cantons de Amiens, Araines, Bovelles, Boves, Contay, Conty, Corbie, Flixecourt, Hornoy, Lignieres la Chaussée, Liomer, Molliens Vidame, Oisemont, Picquigny, Poix, Saint Sauflieu et Villers Bocage.

## Galerie

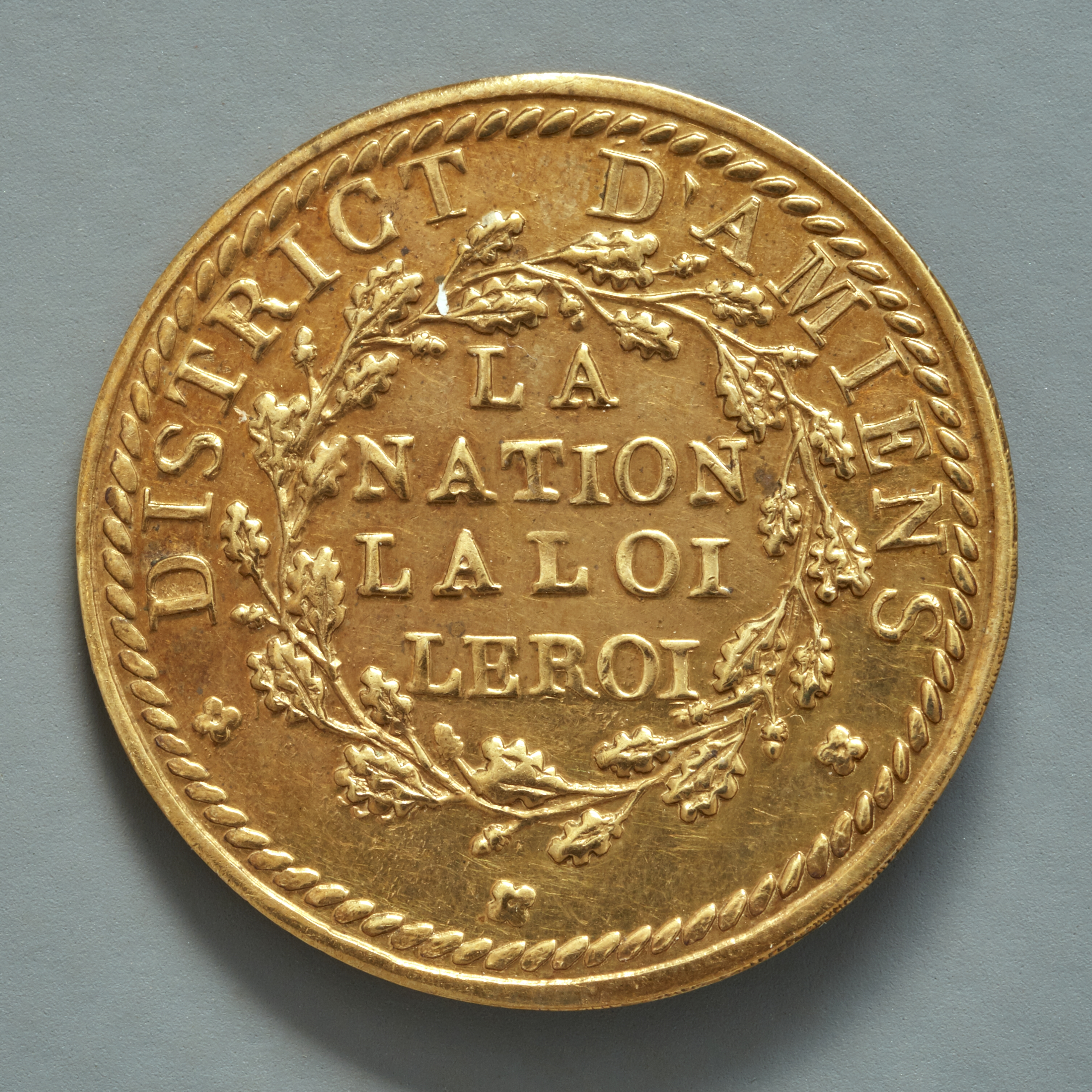
Bouton (musée Carnavalet)